# 1064

## Evenimente
- 20 ianuarie: Regele Solomon I al Ungariei se conciliază cu fiii fostului rege Bela I (Ladislau, Geza și Lampert), care recunosc suzeranitatea lui Solomon.
- 30 aprilie sau 2 mai: Actele prin care împăratul Henric al IV-lea cedează o parte din Frizia occidentală episcopului Wilhelm de Utrecht, în detrimentul lui Thierry al IV-lea.
- 31 mai: Conciliul de la Mantova: se pune capăt schismei papale, prin declararea lui Alexandru al II-lea ca papă legitim, deși Honoriu al II-lea (antipapă) continuă să revendice poziția (până la moartea sa, survenită în 1072).
- 9 iulie: Coimbra este cucerită de la musulmani de către regele Ferdinand I al Castiliei, care numește un duce mozarab.

### Nedatate
- iunie: Participanții la campania anti-musulmană din Spania încep asediul localității Barbastro, pe valea Ebrului.
- august: Ducele Geoffroi al Aquitaniei reușeșete să cucerească de la musulmani Barbastro, în Aragon, după 40 de zile de asediu; populația musulmană este masacrată; ducele primește din partea papei stindardul Sfântului Petru.
- Aflat în Normandia în urma unui naufragiu, Harold, fiul lui Godwin și conte de Wessex, este luat prizonier de către Guy de Ponthieu, care îl predă lui Guillaume I de Normandia; jurând să susțină candidatura ducelui Normandiei la tronul Angliei, este eliberat.
- Conduși de sultanul Alp Arslan, turcii selgiucizi pradă Anatolia, cucerind de la bizantini Caesarea și Ani; populația armeană din Ani este masacrată, supraviețuitorii dispersându-se; singurul regat armean care rezistă este cel cu centrul la Lorri.
- Pelerinaj la Ierusalim și în Țara Sfântă întreprins, printre alții, de către episcopul Gunther de Bamberg, arhiepiscopul Siegfried de Mainz, episcopul Otto de Ratisbonna, episcopul Wilhelm de Utrecht.
- Prima atestare documentară a localității Dăbâca (județul Cluj).
- Primele incursiuni ale selgiucizilor în Georgia; este ocupat Akhalkalaki și întreaga regiune este devastată.
- Roger de Hauteville încearcă fără succes să cucerească Palermo de la musulmanii din Sicilia.
- Ungurii ocupă Belgradul.
- Uzii atacă Dobrogea și înfrâng trupele bizantine.

## Arte, Știință, Literatură și Filozofie
- Începe construirea domului din Pisa.

## Nașteri
- Al-Abiwardi, poet și istoric persan (d. 1113)
- Borivoj al II-lea, duce de Boemia (d. ?)

## Decese
- 15 august: Ibn Hazm, poet și filosof arab din Andalusia (n. 994)
- Ottokar I, conte de Stiria (n. ?)